# Atef-Khent

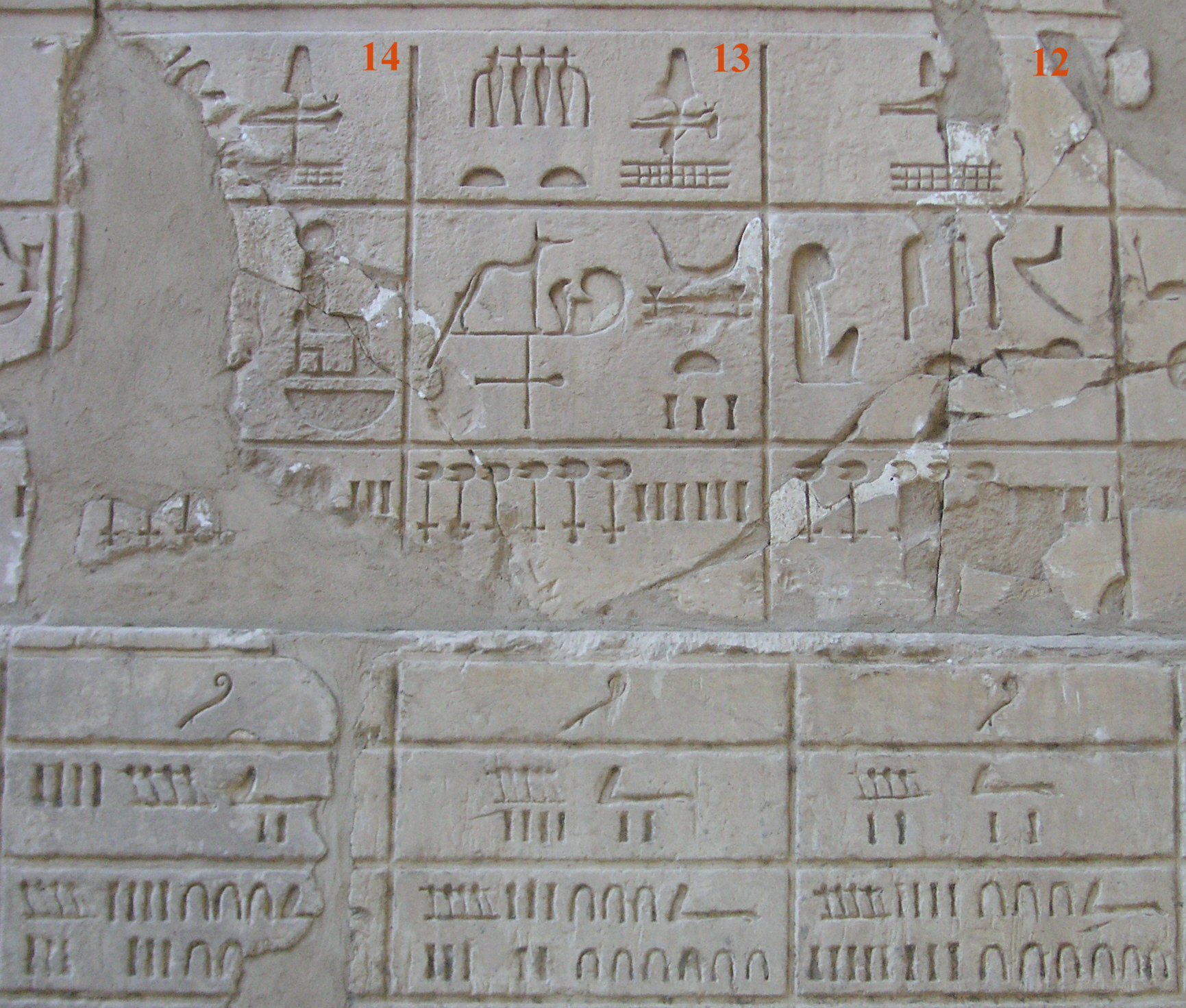
Atef-Khent, län 13 på "Vita kapellets" vägg i Karnak.

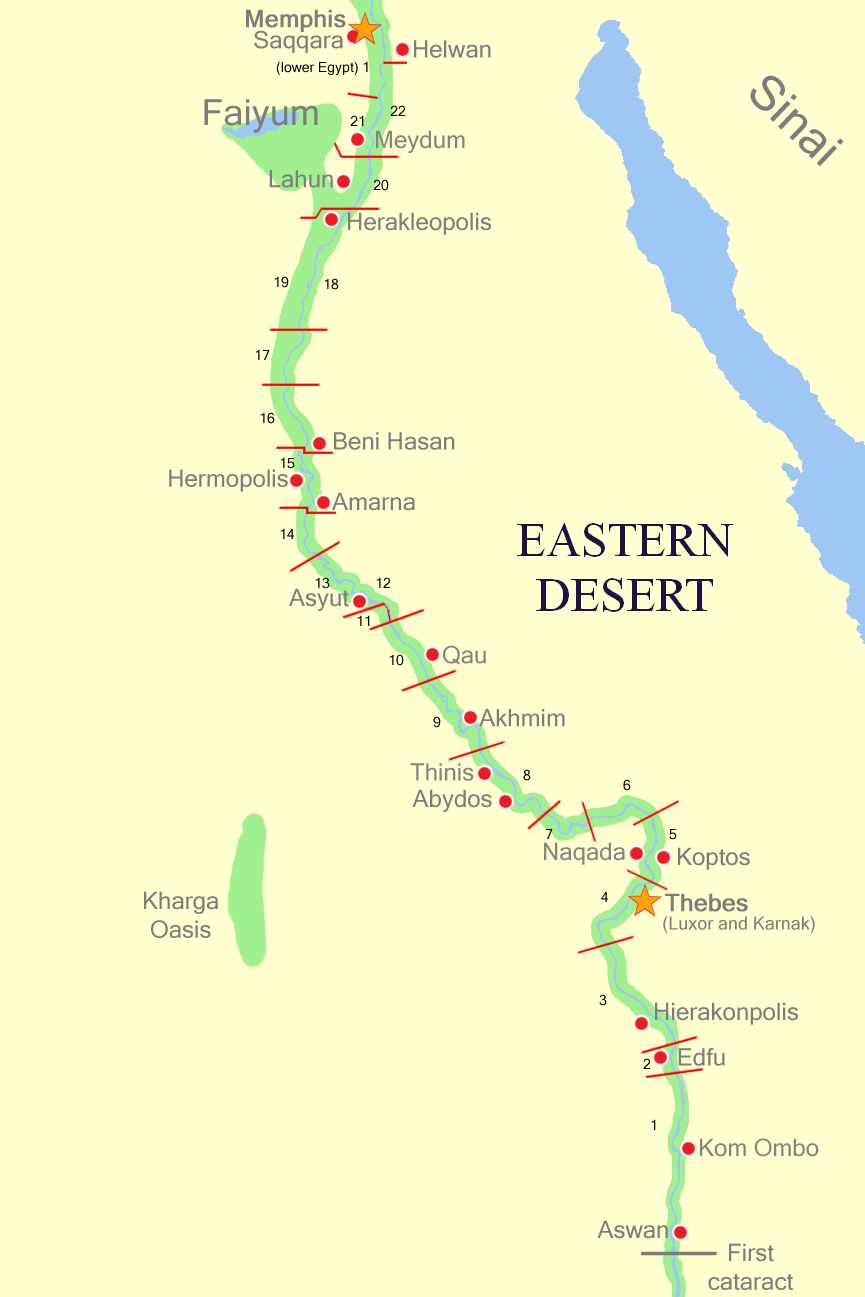
Lägeskarta över nomoi i Övre Egypten.

Atef-Khent ("Övre Granatäppleområdet", även Sycamore chentet) var ett av de 42 nomoi (länen) i Forntida Egypten.
| M1 · I9 | W17 · R12 · N24 |

Atef-Khent med hieroglyfer

## Geografi
Atef-Khent var ett av de 22 nomoi i Övre Egypten och hade nummer 13.
Länets yta var cirka 6 cha-ta (cirka 16,0 hektar, 1 cha-ta motsvarar 2,75 ha) med en längd om cirka 6 iteru (cirka 64 km, 1 iteru motsvarar 10,5 km).
Niwt (huvudorten) var Syut/Lycopolis (dagens Asyut) och senare Per-Nemty/Hierakon (dagens Al-Atawla).

## Historia
Varje län styrdes av en nomark som officiellt lydde direkt under faraon.
Varje Niwt hade ett Het net (tempel) tillägnad områdets skyddsgud och ett Heqa het (nomarkens residens).
Länets skyddsgud var Upuaut och bland övriga gudar dyrkades främst Anubis, Khenti-Amentiu och Osiris.
Idag ingår området i guvernementet Asyut.